# Vino de México

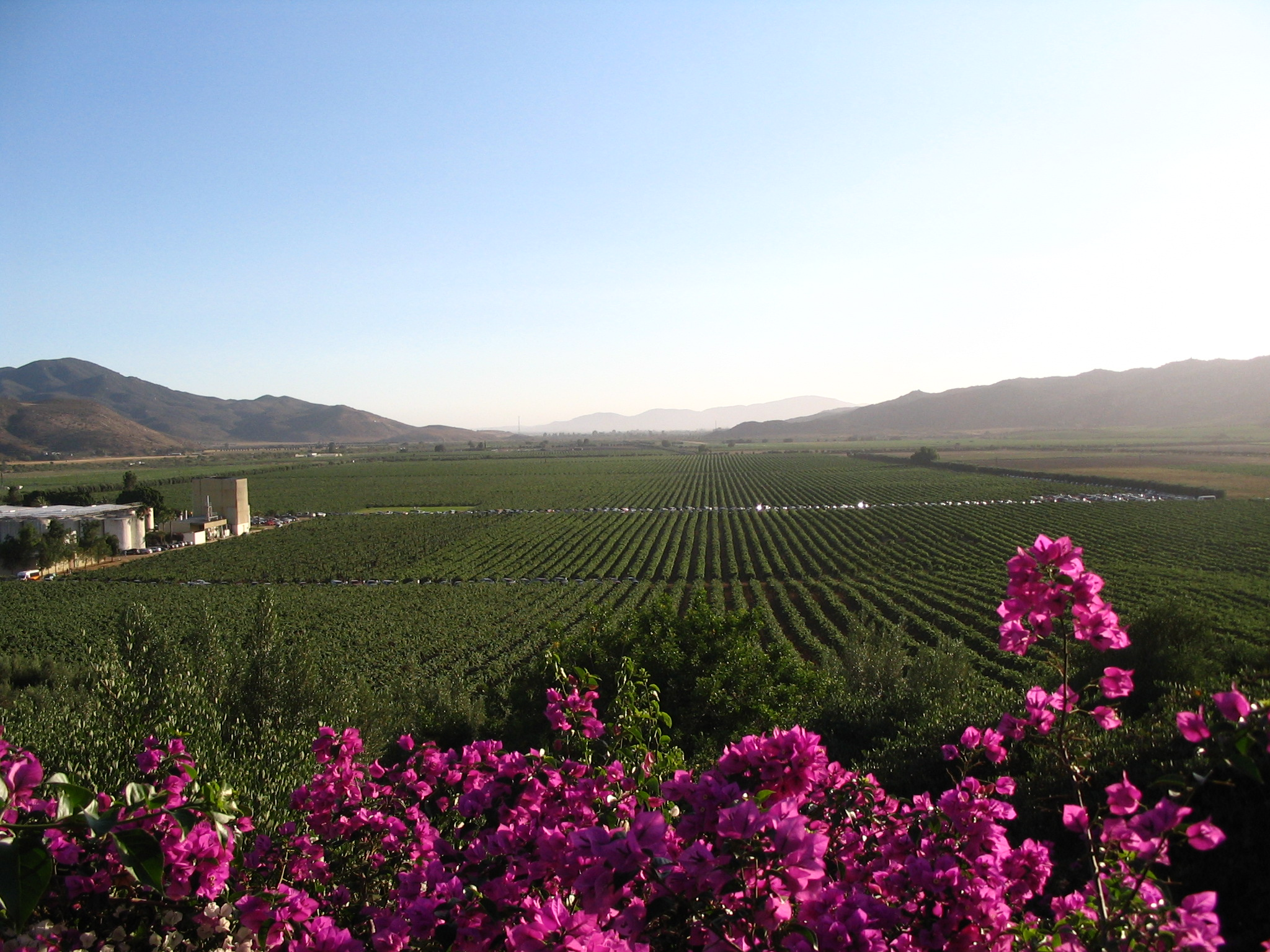
Viñedos en Valle de Guadalupe, Baja California.

Viñedos en Ezequiel Montes, Querétaro.

La producción de vinos mexicanos y cultivo de viñas en grandes extensiones de tierra se realiza dentro de los estados de Aguascalientes, Baja California, Baja California Sur, Chihuahua, Coahuila, Durango, Guanajuato, Hidalgo, Jalisco, Michoacán, Nayarit, Nuevo León, Puebla, Querétaro, San Luis Potosí, Sonora, Tamaulipas, Tlaxcala y Zacatecas, la mayor producción se da principalmente en el municipio de Ensenada, en los valles de Guadalupe, San Vicente, Ojos Negros y Santo Tomás. En esta zona privilegiada por estar situada en la franja norte del vino y sus características climáticas, lo que convierte a Baja California como la capital mexicana del vino, concentrando el 80% de la producción nacional.
Se cultivan viñas o parras en algunos municipios de los estados de Morelos, Sinaloa, Veracruz y Campeche que la SAGARPA registró en el año 2010 como cultivos de uva de mesa para consumo interno sin producción vinícola. En año 2013, se experimentó en Guerrero, Michoacán, Tlaxcala, Tamaulipas, Oaxaca y Chiapas la reintroducción de viñedos para futuros proyectos de expansión de la producción vitivinícola, impulsado por la Secretaría de Agricultura, Ganadería, Desarrollo Rural, Pesca y Alimentación (SAGARPA) y la Universidad de Sonora, a través del Consejo Nacional de Ciencia y Tecnología (CONACyT), esperando que se lograra reintroducir la vid en todos los estados de país, mismos que permitan la exportación de uva de mesa y vinos a países como Estados Unidos, China, Nueva Zelanda, Cuba, Belice, Honduras, El Salvador, Guatemala y Nicaragua.
En el año 2020, el estado de Quintana Roo, fue la última entidad federativa donde se experimentó el cultivo de uva, al interior de la selva de la Península de Yucatán, en el municipio de Felipe Carrillo Puerto fue donde se hicieron las primeras plantaciones de vitis vinifera con buenos resultados. Para el año 2021, en la mayoría de los estados del país se ha logrado sembrar viñedos para la elaboración de vinos de forma experimental. En Colima, Tabasco y Yucatán aún no existen viñedos, debido a la baja altitud, la humedad y el clima tropical; en la Ciudad de México tampoco existen viñedos por ser una entidad eminentemente urbana y de escasa producción agrícola; en estos últimos estados estados mencionados, la producción ha sido marginal y sin resultados favorables.[cita requerida]

## Historia
En el Continente Americano existían vides silvestres mucho antes de la llegada de los europeos, en el caso de México se tienen variedades distintas que los pueblos nativos consumían en su dieta regular. Los mexicas llamaron al fruto de la uva como acacholli, los purépechas le conocían como seruráni, los otomíes lo llamaron obxi y los tarahumaras le decían úri. Los pueblos nómadas del norte fueron los mayores consumidores de uvas silvestres y bebían sus jugos ácidos, se desconoce si los zumos sufrían algún tipo de proceso de fermentación.

### Periodo colonial español
Después de la conquista de México Tenochtitlan, los colonizadores españoles encontraron vides silvestres en el suelo de la Nueva España como la Vitis rupestris, Vitis labrusca y Vitis berlandieri. Hernán Cortés fue el principal promotor del cultivo de la uva, ordenando traer de la isla de Cuba semillas y plantas de la Vitis vinifera proveniente de España, siendo la Nueva España el primer sitio de la América continental en cultivarse viñedos y producirse vinos para consumo.
En Coahuila, el primer vino Americano. Durante la búsqueda de oro, los conquistadores españoles hallaron vides en Coahuila y en 1574 hicieron el primer vino en América. Dos décadas después con la bendición del Rey Felipe II, nació la hacienda de San Lorenzo, hoy Casa Madero, cuyas paredes de piedra y adobe rodeadas de viñedos y jardines albergan a bebedores de todo el mundo.
El 20 de marzo de 1524, Hernán Cortés firmó un decreto donde se ordenaba que todos los españoles con encomiendas debían plantar anualmente mil viñas españolas y autóctonas por cada cien indígenas a su servicio para lograr una hibridación rápida en las nuevas tierras.
Los primeros cultivos de viñas se plantaron en Huejotzingo y los alrededores de la Ciudad de México, los indígenas de esta región le nombraron en lengua náhuatl como xocomecatl (fruto de la enredadera) a esta nueva variedad de uva que producía un vino o una bebida embriagante que según Fray Bernardino de Sahagún le decían tlapaloctli (vino que pinta).
En 1531 Carlos V de España ordenó que todo navío con destino a la nueva España llevara viñas y olivos para su cultivo. Del puerto de Acapulco salían barcos llenos de viñas hacia el virreinato del Perú bajo dicho mandato real que rápidamente logró domesticarse la uva española en los territorios de América del Sur.
En 1554 se inicia la elaboración de caldos con uvas cultivadas en la Nueva España. Poco a apoco se fue extendiendo el cultivo de la vid principalmente hacia otros territorios novohispanos como Querétaro, Guanajuato y San Luis Potosí. El cura Miguel Hidalgo enseñó el oficio de vitivinicultor en el pueblo de Dolores, pero el virrey de la Nueva España Francisco Xavier Venegas ordenó destruir los viñedos como un acto de agresión hacia el cura Miguel Hidalgo.
Uno de los lugares de mayor producción fue en la Vega de Metztitlán, después de haber apaciguado a los indígenas de esta región, los misioneros agustinos lograron producir grandes cantidades de vino para consumo local y el resto enviarlo por carretas hacia la Ciudad de México.
En medio de un desierto de altura con heladas invernales rodeado de manantiales y abundantes viñas nativas, Francisco de Urdiñola, marqués de Aguayo en 1593 fundó la bodega comercial más antigua del Continente Americano, gestionando su vinícola en la Hacienda de Santa María de las Parras y en el año 1626 Lorenzo García inauguró las bodegas de San Lorenzo muy cerca de la primera bodega de Urdiñola.
En 1595 el rey Felipe II prohíbe la siembra de nuevos viñedos en las tierras americanas por una competencia desleal con los productores de la península ibérica porque las hectáreas sembradas eran cada vez mayores que en la España peninsular, esta ley generó descontento entre los productores de las colonias americanas pero, a pesar de ello solo logró la ley reducir la producción mas no el consumo. Solo a las misiones e iglesias se les fue permitido sembrar viñedos para el vino de consagrar, siendo el vino, un signo del avance del cristianismo por el territorio de la Nueva España.
A la península de Baja California, los misioneros jesuitas trajeron consigo sarmientos de uva para su cultivo. La misión de San Francisco Javier quedó en manos del padre Juan Ugarte que llevó viñas en 1700 a la península de Baja California y 1769 Fray Junípero Serra llevó de Loreto hacia el norte de la península y también hacia la Alta California la planta de la Vitis vinifera para consumo de los habitantes de las misiones californianas fundando la primera que fue la de San Diego de Alcalá por Fray Junípero Serra.

### SigloXIX
Alexander von Humboldt, alabó los viñedos de Paso del Norte que a pesar de la baja producción vinícola que proliferó en el norte de la Nueva España. Durante la guerra independentista cesa la producción vitivinícola y en 1857 el clero pierde poder ante el estado cuando se le expropian sus bienes y sus propiedades, después de dicho movimiento armado continuó el cultivo de los viñedos en el norte de México. Las regulaciones se modificaron para proteger un poco la producción nacional pero agravándose el consumo por los altos impuestos a las importaciones de vinos y licores provenientes de Europa.
México ya no se tuvo el auge productivo de la industria vitivinícola comercial, algunos criollos del estado de Coahuila intentaban producir vinos mexicanos para consumidores del territorio mexicano. En 1888 Francisco Andonegui y Miguel Ormart fundan la bodega de Santo Tomás, la primera comercializadora de vinos en Ensenada, Baja California.
En 1822 llegan al puerto de Veracruz distintas de variedades de viñas traídas de Francia por la familia Concannon, el general Porfirio Díaz ordena a un viticultor húngaro que vigile que haya al menos un viñedo en cada estado de la república Mexicana para volver a producir vinos tintos y blancos. En 1904 se establecieron en Ensenada, Baja California un grupo de inmigrantes rusos molokáns que reactivaron la industria vinícola en territorio mexicano, compraron cientos de hectáreas para cultivar la vid.

### SigloXX
Antonio Pirelli Minitti originario de California, en 1900 planta diversas variedades de vides en el Rancho El Fresno del municipio de San Pedro de las Colinias, muy cerca de Torreón. Durante la guerra revolucionaria se perdieron los viñedos en el territorio nacional fueron abandonados y destruidos por las diligencias de Francisco Villa en 1910. Para 1922 se reanuda la producción de vinos en diversos estados norteños solo que se perdió la calidad de los vinos que no pudieron competir con los de California.

Cavas Freixenet de México en Querétaro.

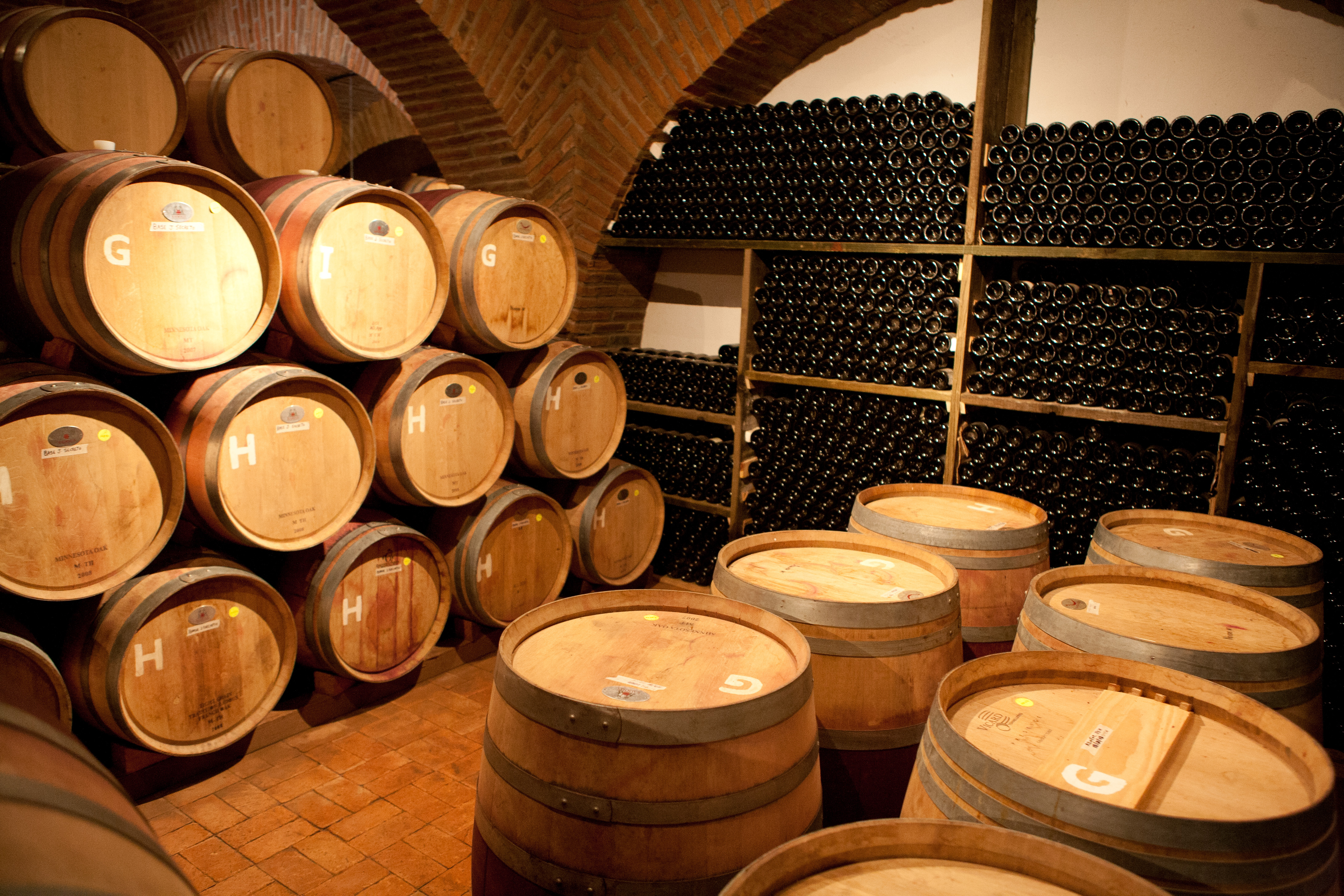
Cavas Adobe en Baja California.

En 1928 un inmigrante italiano de Trento, Angelo Cetto Carli funda en Tijuana, Baja California Bodegas Cetto. En aquellos años, la viticultura de Baja California se concentraba en las zonas de Tijuana y Tecate. Su hijo Luis Agustín continúa a la fecha la tradición, quien en los 60 y 70 dio el mayor impulso a vitivinicultura de las regiones del Valle da Guadalupe, San Antonio de las Minas y San Vicente, junto con Antonio Ariza de Casa Domecq.
En 1929 el secretario de Agricultura y Ganadería, Nazario Ortiz Garza impulsa la vitivinicultura y establece bodegas en el Estado de México, Distrito Federal, Puebla, Coahuila, Aguascalientes, Durango y Chihuahua. A la llegada de los inmigrantes españoles a México por causa de la guerra civil española, reactivaron el gusto por los vinos que eran traídos de diversos países europeos y sudamericanos y las pocas bodegas establecidas en México comenzaron a fabricar caldos que aparentaran sabores españoles.
Para los años 40 se fundan diversas bodegas productoras de vinos como la del Vergel en la comarca lagunera. En 1948 se creó la Asociación Nacional de Vinicultores; cuya finalidad es la de fomentar el desarrollo del cultivo de la vid, la industrialización de la uva y comercializar los productos obtenidos; así como proteger y mejorar la calidad de los productos vitivinícolas. Es a partir de esa década que la producción de vino mexicano comienza a crecer, debido a que muchos granjeros decidieron cambiar los campos de algodón por vides. Por ello entre 1970 y 1980, la producción de vinos se triplicó y la cantidad de los mismos mejoró.y en 1958 el español Francisco Domemech crea las cavas San Juan en Tequisquiapan que años más tarde se llamaran Vinos Hidalgo. En 1966 se planta en las afueras de Torreón la viña madre con sarmientos traídos de la Universidad de California en Davis.
Eugenio Nicolau funda las bodegas Cruz Blanca en Tequisquiapan, Querétaro en el año 1968. Para los años venideros se abandonan las viejas técnicas de elaboración de vinos por métodos tecnológicos provenientes de los Estados Unidos de la cual se mejora la calidad de los caldos mexicanos y se traen nuevas variedades de vid con excelente calidad para su cultivo en suelo mexicano.
En 1975 Luis Agustín Cetto funda la bodega que llevan su nombre en el Valle de Guadalupe y en San Antonio de las Minas se funda otra por Hugo D'Acosta con el nombre de Casa de Piedra en 1997. La oficina internacional del Vino escoge en 1980 a México para celebrar su Asamblea Anual y su Congreso Internacional, el cual fue inaugurado por el expresidente José López Portillo y el secretario de Agricultura y Ganadería.
El mexicano Francisco Javier González funda en su natal Zacatecas las bodegas del Altiplano. En 1985 una familia mexicana de origen francés funda Cavas Valmar al norte de Ensenada La más antigua de las pequeñas vinícolas, creada en 1985. Su propietario y enólogo es Fernando Martain, quien se inició en Santo Tomás. Su vinícola no es sofisticada en equipo, pero logra muy buenas calidades a base de esfuerzo personal. Adquiere la mayor parte de sus uvas y elabora unas mil cajas de sólo dos vinos, un tinto Cabernet Sauvignon de gran cuerpo y un blanco de Chenin Blanc." Dos años después, se establecen empresarios catalanes en el municipio de Ezequiel Montes, Querétaro para fundar la bodega de Freixenet de México. Su especialidad son los vinos rosados y espumosos sin dejar de producir tintos y blancos. Ellos conforman una parte importante de la economía del municipio queretano porque emplean a la población local dentro de esta institución trasnacional. En ese mismo año (1987) se funda Monte Xanic en Baja California por Ricardo Hojel, Hans Backhoff y Jaime Navarro.
En el Valle de Guadalupe para el año 1988 aparece Casa Bibayoff funda por el mexicano David Bibayoff, en 1994 se funda Château Camou por el mexicano Ernesto Álvarez Murphy y en 1999 aparece también Alborada Guadalupe, convirtiéndose este Valle del municipio de Ensenada, Baja California en una de las mejores regiones del mundo para producirse vinos de excelente calidad por las condiciones climáticas que mantiene en similitud con la región mediterránea. 
Durante todo el siglo XX, a pesar de los grandes esfuerzos que experimentaron numerosos emprendedores de la industria del vino mexicano, la producción de vino se mantuvo reducida, en comparación a países como Estados Unidos, Chile, Argentina y Brasil; esto fue debido a la patente de licores nacionales como el tequila o el mezcal, bebidas alcohólicas que adquirieron un arraigo mayor en los consumidores nacionales y extranjeros. Reservando la producción de vino para exportación y consumo nacional en personas de edad avanzada con altos niveles educativos.

### SigloXXI
En el año 2002 Casa Domecq se constituye como la primera vitivinícola certificada de México (ISO 9001) en el noveno Congreso Mundial del Vino celebrado en Bruselas, Bélgica. Así mismo en dicho congreso internacional las casas mexicanas L.A. Cetto, Casa Madero y Bodegas de Santo Tomás reciben preseas por su calidad competitiva.
Para 2003 produjeron vino Cabernet Sauvignon dentro del municipio de García, Nuevo León. Fue una producción en una de las zonas más áridas del país conocido como Ejido Maravillas, el experimento de plantar sarmientos en zonas desérticas funcionó, lo que dio paso a la Ruta del Vino de Monterrey, al surgir nuevas bodegas en los alrededores de la capital neoleonesa.
Del año 2004 a la fecha, en el estado de Hidalgo se siembran viñas, almendros y nueces dentro de un programa de reforestación para la mejoram del suelo erosionado en los municipios de Santiago de Anaya e Ixmiquilpan con apoyo de la comunidad judía de la ciudad de Pachuca de Soto y el gobierno del estatal. La Hacienda de Xido Hai fue la principal productora de vino kosher en el estado de Hidalgo.
En el año 2008 se crea el primer viñedo del sureste mexicano ubicado en el complejo agropecuario Santa Genoveva, estado de Campeche, donde aún no se producen vinos, fue un experimento agrario para introducir el consumo de la vid en la región con menos altitud de la nación, como parte de un proyecto agrícola impulsado por el gobierno de estado y el gobierno federal.
En el año 2010 incrementó el consumo de vino tinto y vino blanco entre la población mexicana, la publicidad turística y de salud aumentó la producción para los habitantes locales, resurgieron las haciendas vitivinícolas en varios estados a lo que empresarios mexicanos y extranjeros están reintroduciendo cepas en muchos estados de la República Mexicana, tales como Guanajuato, Nuevo León, Chihuahua y Sonora.
En el año 2011, resurgió la producción de uva en Jalisco, en el municipio de Atotonilco el Grande se introdujo cepas venidas de Portugal como un mero experimento hecho por inmigrantes portugueses; en 2013, los estados de Michoacán, Tlaxcala, Tamaulipas y Yucatán volvieron a impulsar la siembra de uva, aunque es una producción marginal comparada a otros estados del país, no se había sembrado vid en estos estados desde el año 1900.
En el año 2014, resurge la producción de vino de mesa en estados como Michoacán, Puebla, Tlaxcala, San Luis Potosí; y en el año 2017, se plantaron viñas en estados sin antecedentes históricos como Nayarit, Sinaloa, Tamaulipas y Guerrero, proyectos de experimentación agrícola, a través de las universidades, para impulsar un crecimiento de producción vinícola con la finalidad de competir en producción con naciones productoras de vino en el continente, tales como Brasil, Argentina, Perú, Canadá, Uruguay y Chile.
Para el año 2019, aumentó el consumo de vinos de mesa entre los consumidores nacionales, gracias a una difusión cultural y enológica emanada del turismo en viñedos nacionales, con la intención de invitar a las personas más jóvenes a degustar y conocer los vinos mexicanos y promover el consumo de vinos nacionales ante un fuerte competidor dentro de México, que ha sido el vino chileno, debido a sus costos accesibles en el mercado nacional.
El año 2020, ya todos los estados del país contaban con un viñedo para experimentos de producción de vino y cultivo de sarmientos de uva de mesa, siendo Quintana Roo, el último estado en obtener buenos resultados con la plantación de vitis vinifera en el municipio de Felipe Carrillo Puerto, el viñedo fue un experimento exitoso, cuando un agricultor de chile habanero decidió plantar vides en la selva de la península de Yucatán. Al momento, solo en los estados de Colima, Tabasco y Yucatán, fueron fallidos los intentos de producir vino mexicano debido a su clima, humedad y baja altitud.

## Producción

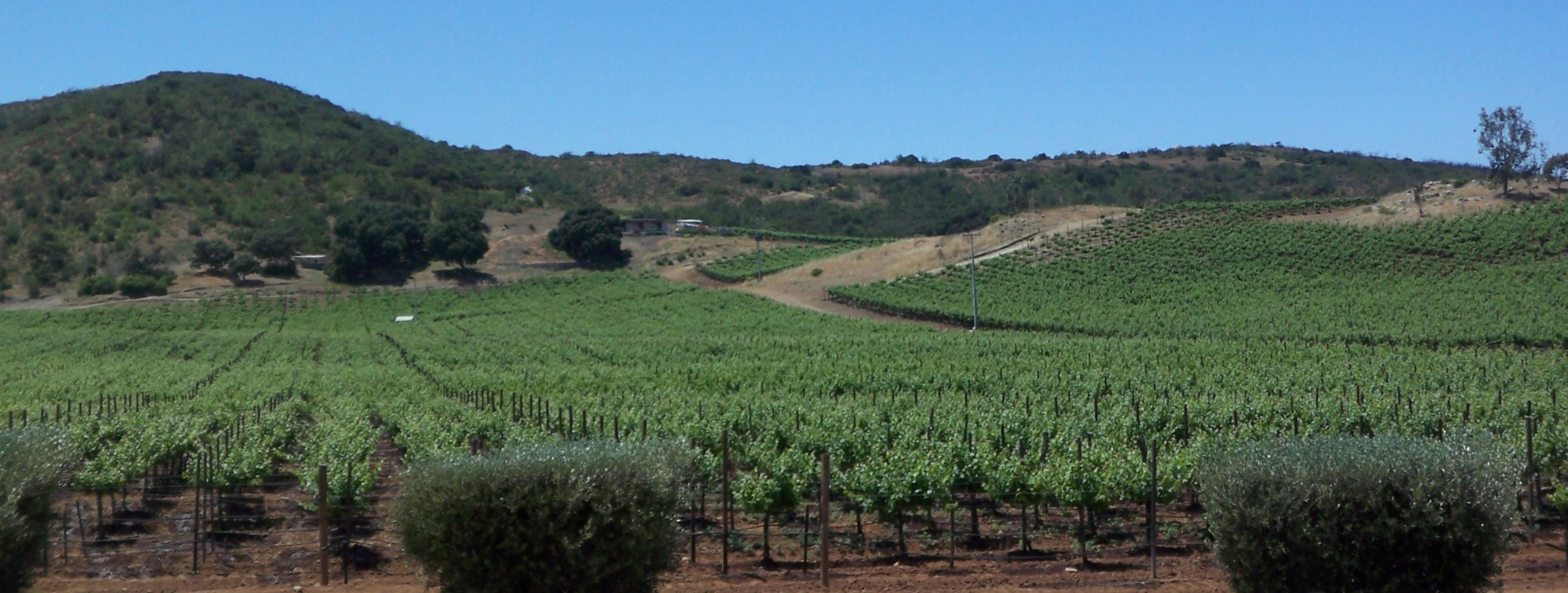
Viñedos en el Valle de Guadalupe, Baja California.

Actualmente el mayor productor de vino en Norteamérica es California a causa de los bajos precios y su calidad de caldos debido a que se encuentra en franja de la vid (al igual que el norte de México).
En el año 2007 la producción de Vino se ubicó en 108 000 toneladas según cifras de la FAO  Archivado el 20 de mayo de 2011 en Wayback Machine. ocupando el lugar 24° de la lista mundial.

## Consumo de vino en México

Estados mexicanos productores de vino
Estados con plantaciones de uva de mesa
No hay datos.

El vino mexicano y su región vitivinícola están experimentado un fuerte auge a pesar de que el consumo per cápita de vino en México sigue siendo muy bajo. Los mexicanos que consumen vinos tienen entre treinta y más de edad en ambos sexos, son mexicanos y mexicanas de alto nivel académico en buenas condiciones económicas, ellos beben principalmente vinos importados y solo el 40% de los vinos producidos en México son consumidos por mexicanos.
El 80 por ciento de la producción de vino disponible en México proviene del estado de Baja California, donde unos 80 productores ofrecen más de 400 marcas diferentes. Los municipios donde se produce vino y uva son Valle de Guadalupe, Tecate, San Antonio de las Minas, Santo Tomás, Ojos Negros y San Vicente. Según un informe elaborado por la Secretaría de Agricultura en 2010, la industria mexicana ofrece 200 diferentes tipos de vino, entre tintos, blancos, rosados y espumosos, elaborados con la más moderna tecnología y con la mano experta de enólogos profesionales.
En el año 2000 se cultivaron 42 000 hectáreas de viñedos en el territorio nacional, se tuvo un incremento en la producción en cajas de vino de nueve litros dando un total de un millón doscientas cajas, de las cuales 200 000 se exportaron a veintisiete naciones. Estados Unidos fue el principal destino con un 76% del total, le sigue el Reino Unido con un 3,8%, luego Japón, Canadá y Alemania con 1%, el resto fue exportado a Nueva Zelanda, países de Centroamérica y países del Caribe.
El consumo per capita de vino en México es de aproximadamente 0,16 litros al año ocupando el número 65 de la lista mundial en el año 2005. De acuerdo con el itinerario de TLCAN en materia de vinos, el impuesto al valor bajó al 2%. España es el principal importador de vinos hacia México manteniendo el 37% de los consumidores nacionales, le sigue Chile que es el principal importador sudamericano que mantiene el 25% del consumo, superior a los vinos estadounidenses que ocupan el 8% de los consumidores nacionales.
En el año 2010 pasó a 170% de incremento de consumo de vinos mexicanos entre la población de México respecto al 2000 según las estadísticas del Concejo Mexicano Vitivinícola, lo favorable es que la clase media ha optado por el consumo principalmente por cuestiones de una alimentación sana que se ha venido promoviendo en años muy recientes, la proyección en un plazo muy corto es la plantación de 10,000 nuevas hectáreas para el cultivo de uva que produce vinos de mesa no solo en los estados que ya tienen tradición de cultivo si no también en otros estados con características semejantes al paralelo 32 de latitud norte a un altura de 1500 a 2500 m s. n. m.; sin embargo con la tecnología que se cuenta hoy en día, se ha logrado producir viñedos al norte del estado de Campeche a una altitud de 400 m s. n. m. (municipio de Hopelchén), logrando así la generación de nuevas proyecciones de plantación en estados que no ascienden a los 1000 m s. n. m.
Los vinos nacionales son relativamente percibidos como caros por los consumidores mexicanos. Un vino chileno puede tener un precio que oscila entre 50 y 300 pesos, mientras que los caldos nacionales se encuentran en un rango entre 120 y 700 pesos. Esto se debe a que la mayoría de los vinos mexicanos son de una excelente calidad para un consumidor de alto poder adquisitivo. Por al mostrarse un aumento del consumo de vinos en la clase media de México, algunas bodegas de Baja California, Guanajuato y Querétaro decidieron hacer vinos jóvenes con precios accesibles entre 100 y 200 pesos para poder competir contra los vinos chilenos, que aún tienen la demanda del mercado mexicano en cuanto a costo.

### Turismo

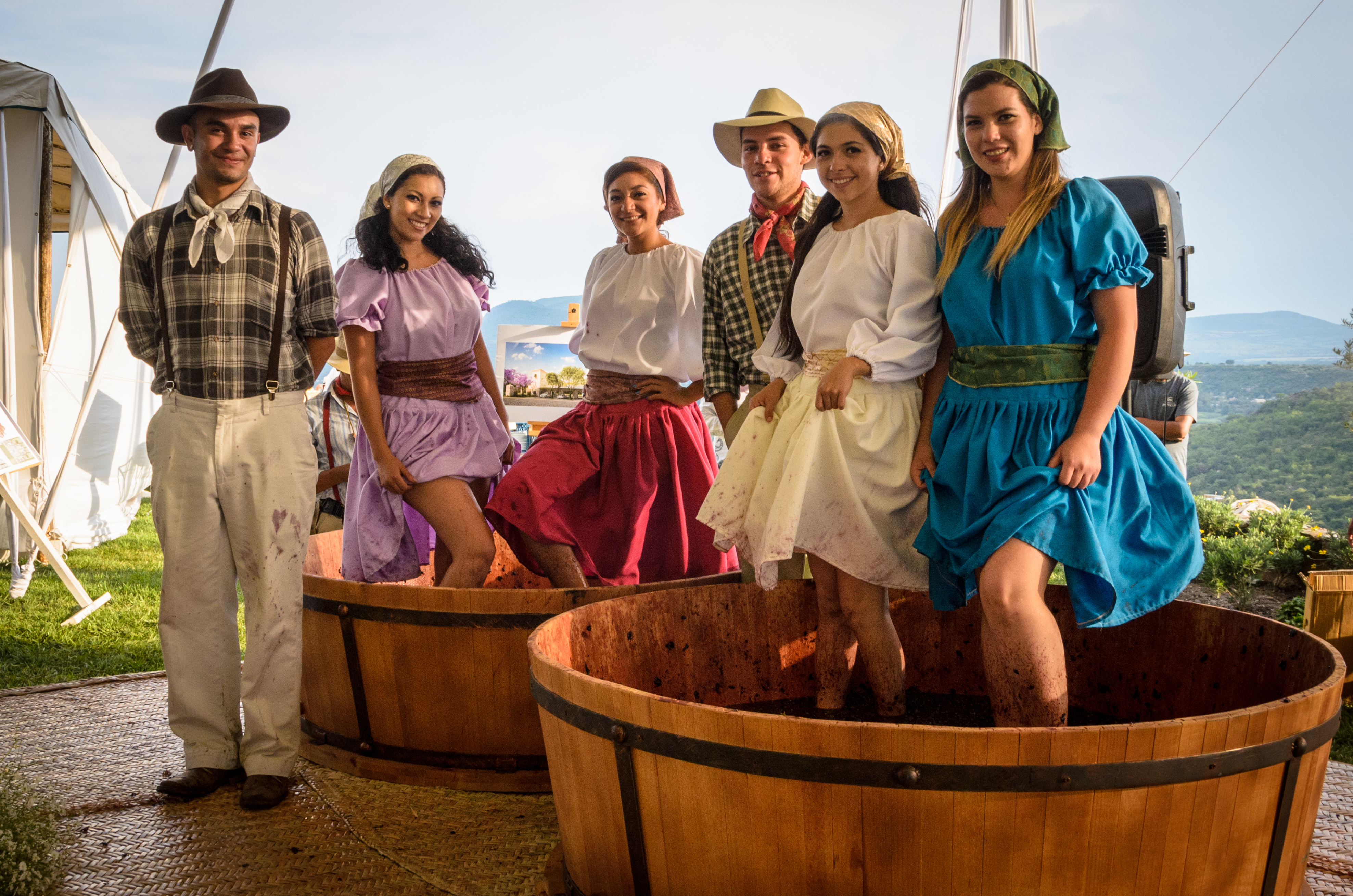
Celebración de la Fiesta de la Vendimia en San Miguel de Allende, Guanajuato.

El turismo enológico en México ha sido el principal instrumento de difusión y consumo en el territorio nacional, la Región Noroeste que comprende los viñedos de las zonas vitivinícolas ubicadas en los estados de Baja California y Baja California Sur. El estado de Baja California concentra el 85% de la producción nacional de vino dentro de sus valles vitivinícolas en los municipios de Ensenada y Tecate; sin embargo, en el estado de Baja California Sur tiene una producción es marginal en comparación con la producción de vinos del estado vecino del norte, pese a que fue la primera área geográfica de la península donde se cultivaron viñas europeas cuyo clima es muy similar al clima del Mediterráneo. El éxito obtenido en el Valle de Guadalupe, del municipio de Ensenada, dio como resultado el impulso del turismo agrario en todo el territorio nacional, logrando aumentar las regiones vitivinícolas en el norte y centro del país.
La Fiesta de la Vendimia, es una celebración venida de Europa, que ha impulsado el conocimiento de los vinos mexicanos entre los consumidores nacionales, una estrategia turística que han desarrollado diferentes casas y bodegas vitivinícolas de México. La fiesta de Vendimia no solo atrae turistas mexicanos, también numerosos turistas extranjeros conocen los vinos producidos en México a través del arte y la cultura.

### Principales varietales cultivadas

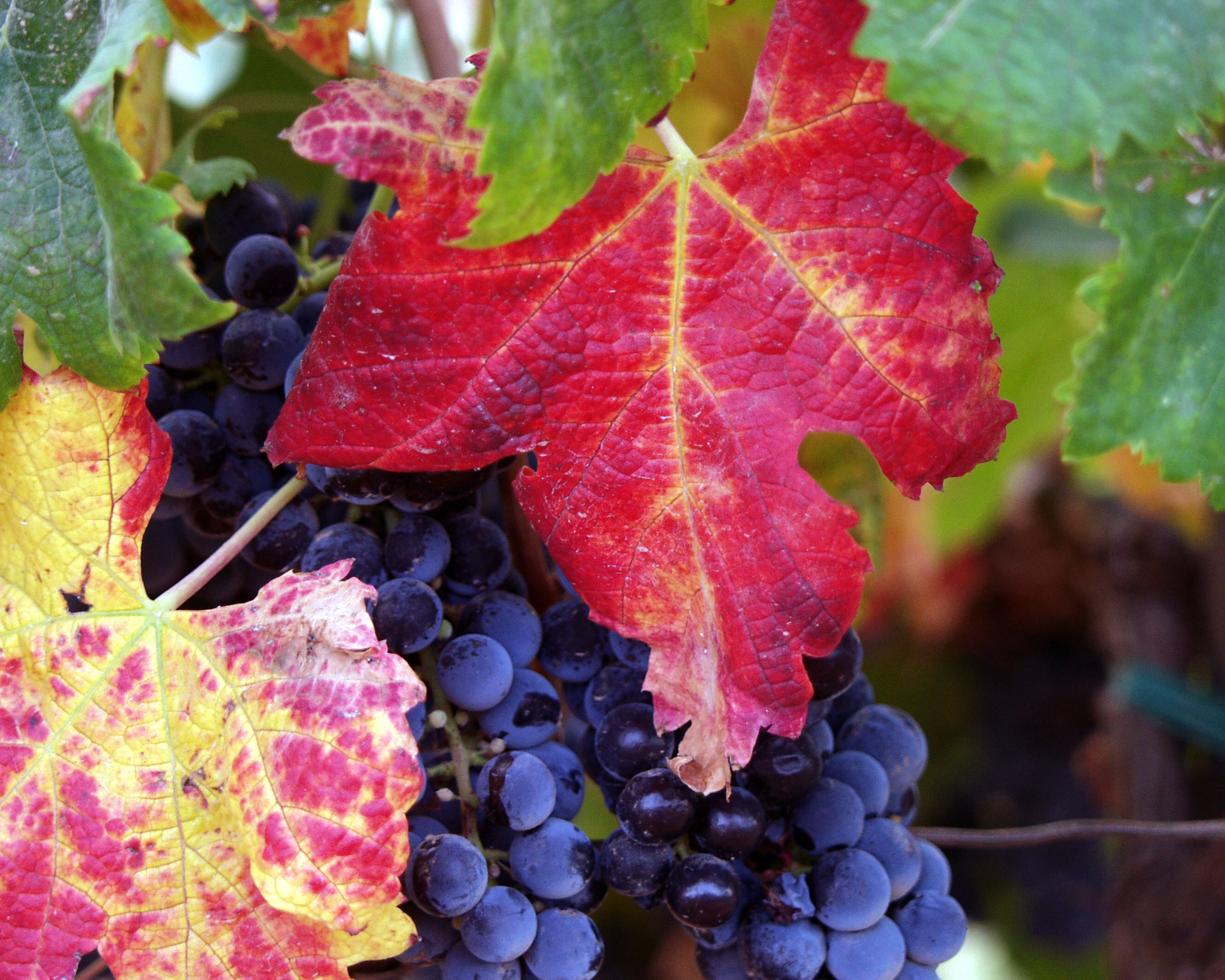
Uvas del Valle de Guadalupe, Ensenada, Baja California, México

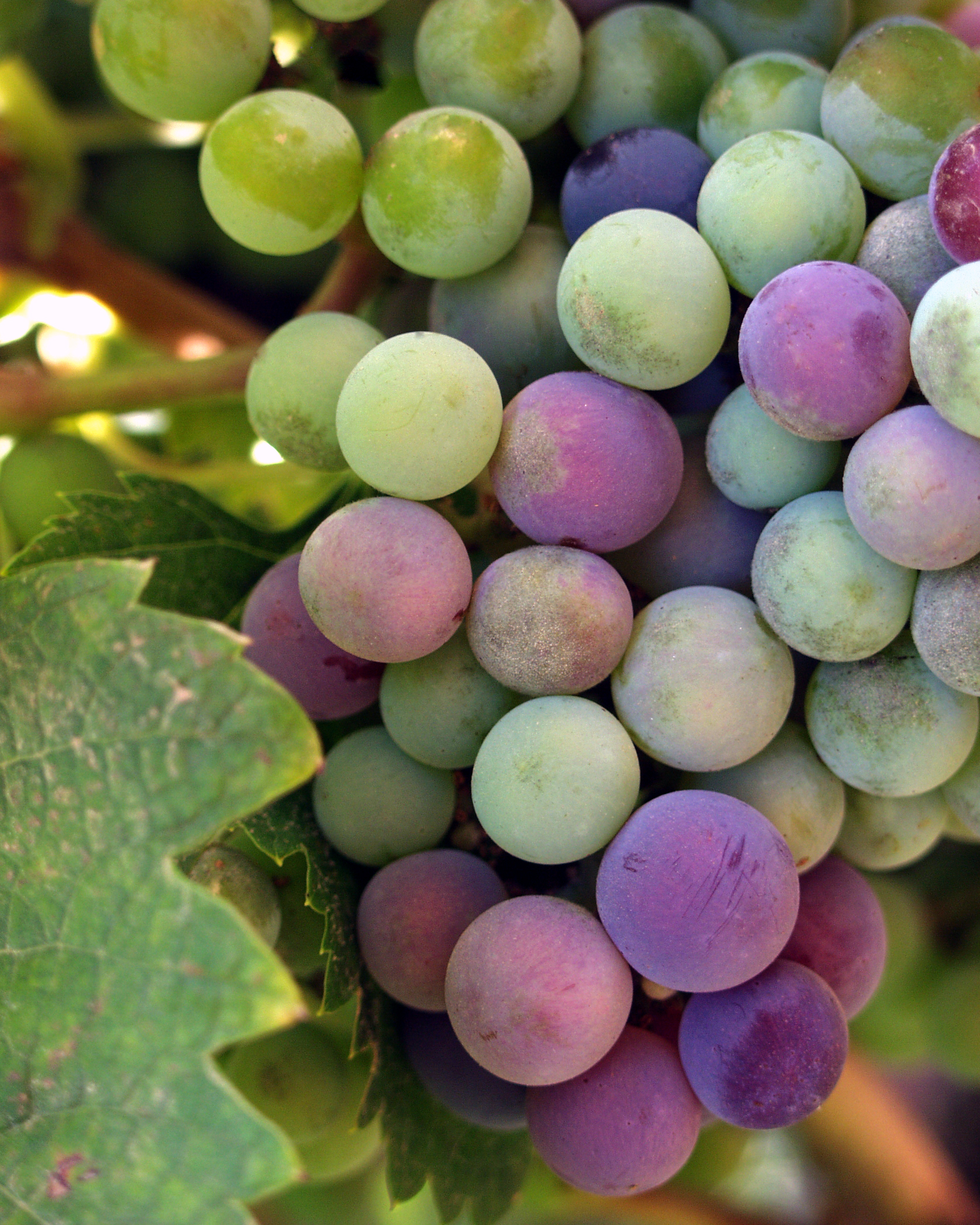
Uvas para vino del Valle de la perrota, Baja California, México

### Vinos tintos
- Barbera
- Cabernet franc
- Cabernet sauvignon
- Claret
- Grenache
- Merlot
- Misión
- Mourvedre
- Nebbiolo cabernet franc
- Petite sirah
- Ruby Cabernet
- Tempranillo
- Zinfandel

### Vinos Blancos
- Chardonnay
- Chenin blanc
- Fumé blanc
- Colombard
- Sauvignon
- Semillion
- Castillo de oro

## Regiones Vitivinícolas

### Región Noroeste

#### Baja California

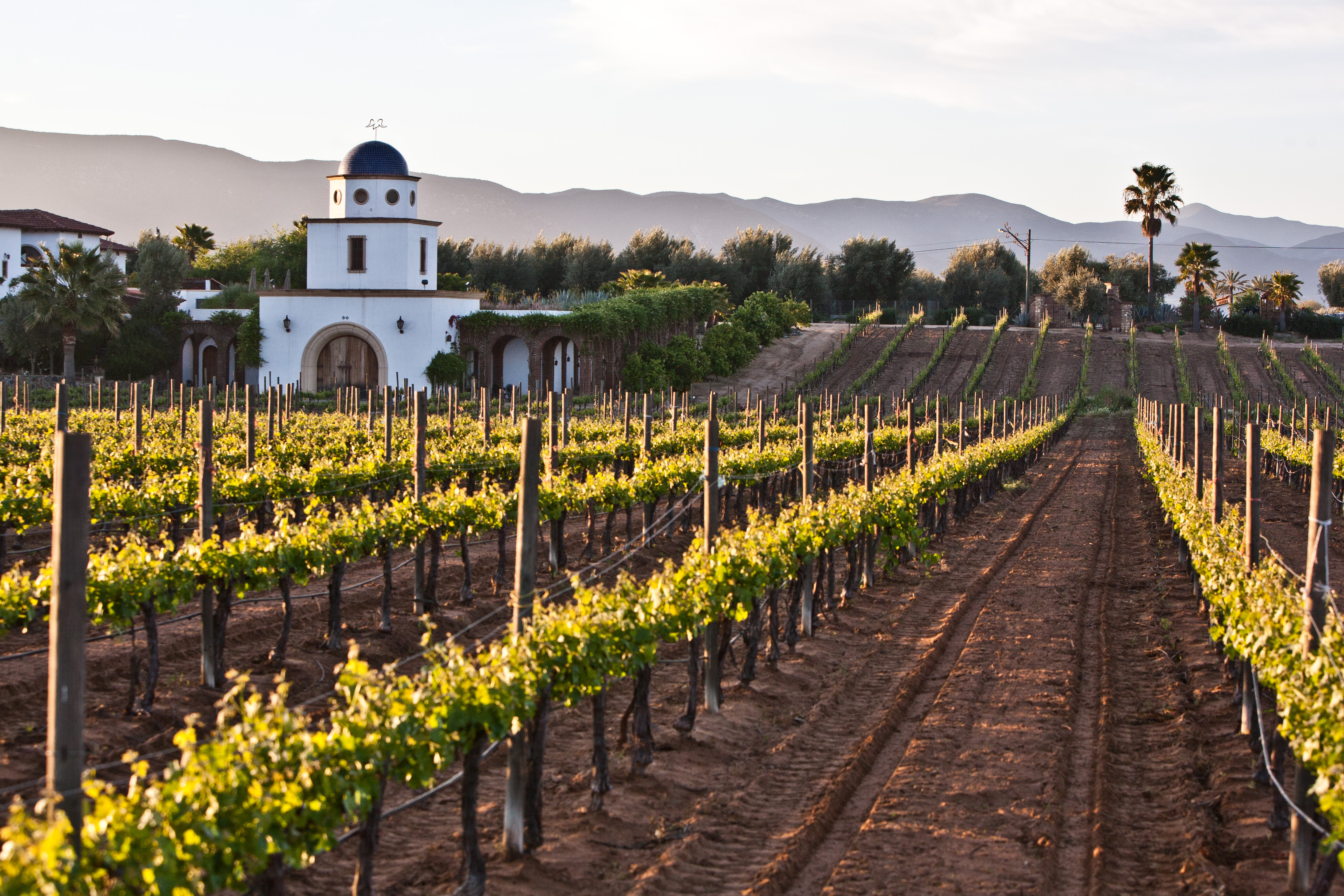
Viñedos en el Valle de Guadalupe.

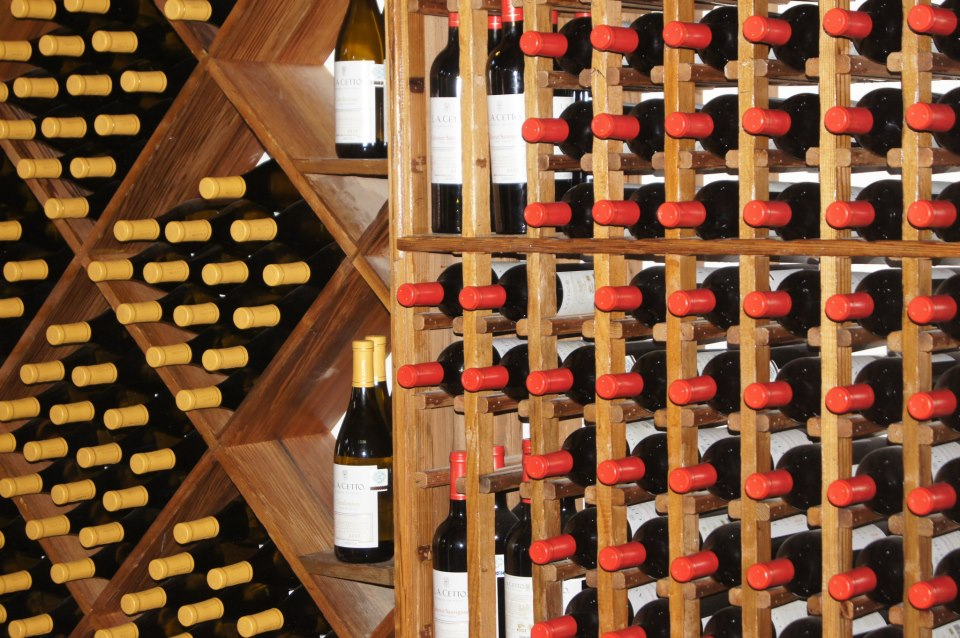
Cava de vinos en Ensenada.

En el estado de Baja California existen subregiones productoras de vino, el Valle de Guadalupe, Valle de Santo Tomás, Valle de San Vicente, Valle de Calafia y Valle de Tecate.
- Adobe Guadalupe
- AlXimia Vino Elemental
- Alborada Guadalupe
- Barón Balché
- Bibayoff
- Bodegas de San Antonio
- Bodegas de Santo Tomás
- Casa de Piedra
- Casa Domecq
- Casa Luna
- Cavas Valmar
- Château Camou
- Clos de Tres Cantos
- Diosa Vid
- Encuentro Guadalupe
- Tres Valles
- L.A. Cetto
- VIRESA
- Mogor Badan
- Monte Xanic
- Rincón de Guadalupe
- Roganto
- Solar Fortún
- Viña de Liceaga
- Vinícola Retorno
- Vinícola Torres Alegre y Familia
- Vinisterra
- Vinos Shimul
- Vino ROLU
- Viñas de la ERRE

#### Baja California Sur
En el estado de Baja California Sur solo se produce vinos en la subregión de Los Cabos, el cultivo de la vid se da en Loreto. Los primeros planes de cultivo son Rancho el Pirul y San Juan de los Planes, plantaciones por debajo del .
Cabe señalar que en la región norte del estado se gestaron las bases para la vinicultura de "Las Californias", en los poblados de San José y San Miguel en el municipio de Comondú, donde aún pequeños productores utilizan procesos que datan de 1708 cuando llegaran los párrocos misioneros Juan María Salvatierra, Juan de Ugarte y Julián Mayorga. Año con año desde 2011, en el mes de noviembre, se realiza un festival que busca rescatar la producción y tradición vinícola artesanal de la región. Esto a impulsado a los poblados de San José, San Miguel, La Purísima, San Javier y San Isidro (todos del municipio de Comondú) a continuar con la tradición en la actualidad.

### Región Norte
La Región Norte comprende los viñedos de las zonas agrícolas ubicadas en los estados de Sonora, Chihuahua, Durango, Coahuila y Nuevo León.

#### Chihuahua
- Encinillas

Los vinos Encinillas se producen en el casco de La Hacienda de Encinillas, ubicada junto al tricentenario Camino Real -recientemente declarado Patrimonio de la Humanidad-, un rastro de ruedas y huellas que comunicaba la Ciudad de México con Santa Fe, Nuevo México, hoy todavía un vestigio presente que nos mantiene atentos a su historia.
La Hacienda de Encinillas fue fundada en 1707. En 1996 la familia Vallina adquiere la propiedad y posteriormente se comienzan a plantar las primeras vides.
Los vinos de Encinillas han sido galardonados en distintos cursos internacionales tales como: Vinallies, Concours Mondial de Bruxelles, Challenge International du Vin, entre otros.
- Bodegas Pinesque

En 1930 fue la última fecha que se registró cultivo para la vitivinicultura en el estado de Chihuahua. 
Bodegas Pinesque es el resultado de 15 años de ejercicio de elaboración familiar de vino artesanal por parte de la familia Pinoncély - Esquer. 
La Bodega fue fundada en el año del 2009 por 3 amantes del vino dentro de los cuales se encuentran la familia Pinoncély - Esquer, Familia Ramos y Familia Guglielmina, buscando aprovechar el gusto y la pasión que le tienen al vino, para compartir sus bondades mediante un producto de alta gama que represente los sabores y el carácter del vasto y variado terruño de Chihuahua.
- Viñedos Cavall

Desde los años 80 del siglo pasado, en El Halcón, rancho agrícola y ganadero, de suelo arenoso y situado en un microclima ideal para las vides, con matices y complejidades adecuadas para competir con las mejores del mundo, se cultivaba uva con fines comerciales, vendida a las vinícolas de entonces, sin ningún valor agregado. Ahora, la nueva empresa, constituida a principios de 2013, año en que se recibieron las primeras cepas de las variedades: Merlot y Cabernet Savignon, provenientes de los viveros de Mercier, Francia, da el siguiente paso: la elaboración de un vino Premium mexicano de calidad universal.
El lugar, de atmósfera semiárida, con una precipitación pluvial media anual que oscila entre trescientos y cuatrocientos milímetros, con un promedio de ochenta y dos días de lluvia y una humedad relativa del cuarenta y cinco por ciento. Sus vientos predominantes proceden del sudoeste, con heladas tempranas en octubre y tardías en abril, de acuerdo a las estadísticas oficiales.
Su latitud, clima y tierra son muy similares a la región ancestral de donde proviene el cultivo de la vid, allá muy lejos, allende las fronteras de México: una afortunada coincidencia para los visionarios de Cavall 7, quienes tienen también la marca El Halcón, y confiados en los frutos del trabajo constante y visionario, contemplan la incorporación de un brandy a su manera: un brandy de alta calidad.
A la fecha, con su timbre de origen orgullosamente deliciense, la marca ha sido registrada en los treinta y cuatro países que comprende la Unión Europea, así como en Estados Unidos, Canadá, China, India, Japón, Federación Rusa, Singapur, Taiwán, Hong Kong y Malasia. Muchas horas de vuelo, muchas entradas y salidas al submundo de los aeropuertos, muchos cambios de horario, mucho peregrinar, en consonancia con los requerimientos de las empresas de hoy.
La marca tiene su historia propia. Debe su nombre a la afición atávica por los caballos del general Félix Galván López, abuelo de nuestro director general, de ahí que lleve el nombre: "Cavall" palabra en catalán que traducida al español significa: Caballo.
El número 7 es la cifra de la suerte y además hace referencia al número de los hermanos de la familia Galván.
El emblema fue sometido a un proceso de rediseño por parte de CFNapa, firma internacionalmente reconocida y galardonada, emblema que de forma simple y elegante traza la cabeza de un caballo de vivaz figura.

#### Nuevo León
- Las Maravillas[10]

En el estado de Nuevo León se produce el único vino del desierto en territorio mexicano, las bodegas de Las Maravillas en 2005 iniciaron su proceso de producción vitivinícola del estado, ya que no se había producido vino de uva desde 1900. Los viñedos han aumentado en la cercanía a la Zona Metropolitana de Monterrey con muy buenos resultados en la producción agrícola y en el turismo.

#### Coahuila

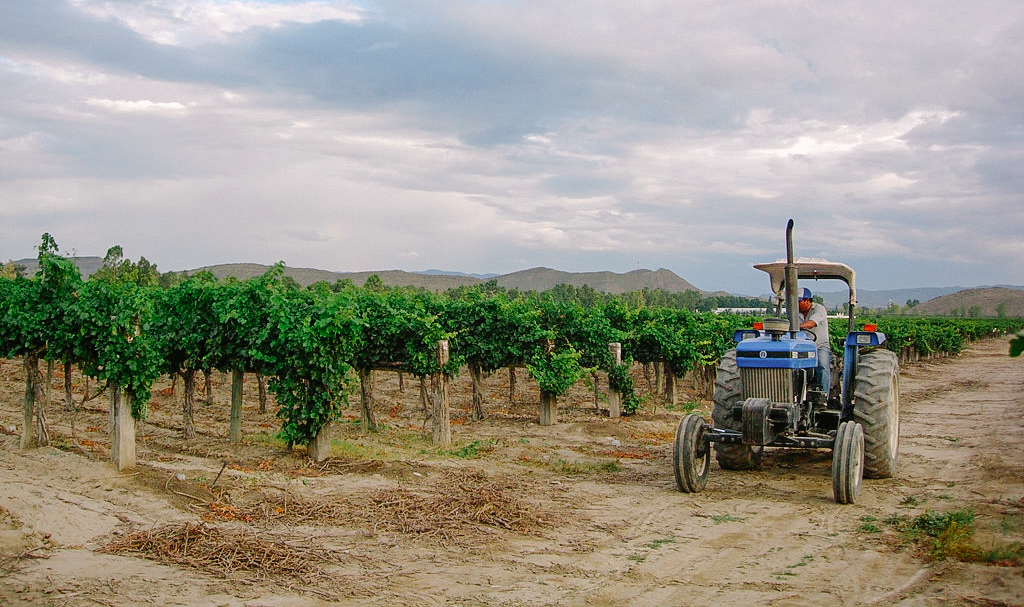
Viñedos de Casa Madero, en Coahuila.

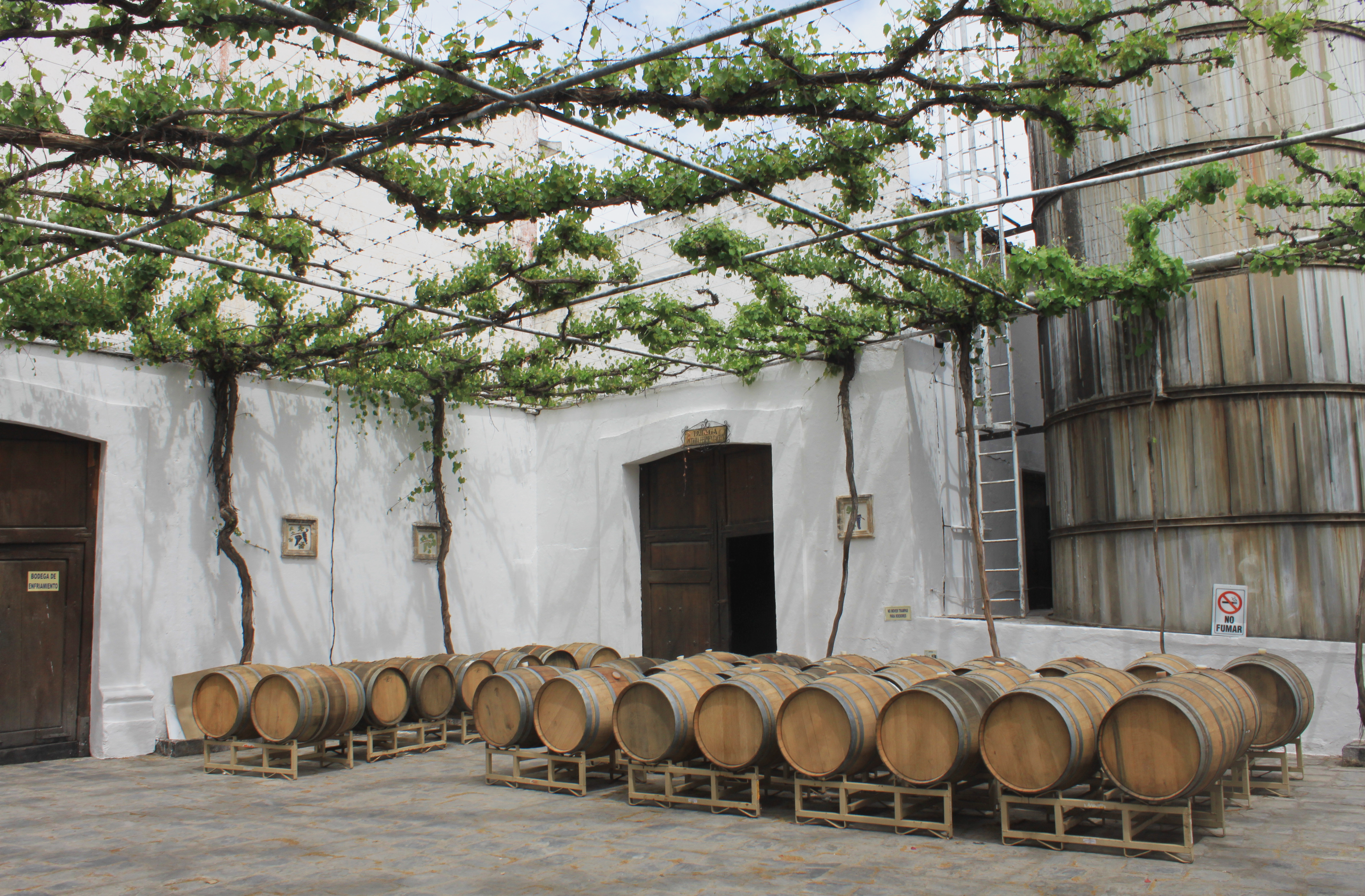
Bodegas Casa Madero, en Coahuila.

Las bodegas de Casa Madero fue la primera vitivinícola de la Nueva España y del continente americano, está ubicada en actual estado de Coahuila. Pertenece a la familia Madero y actualmente ha logrado obtener vinos de gran calidad con producción de exportación a varios países del mundo. De los sarmientos traídos en el periodo colonial se ha obtenido nuevas cepas de vid, mismas que son utilizadas para los caldos del vino coahuilense.
- Casa Madero
- Bodegas Ferriño
- Bodegas El Vesubio
- Bodegas de Perote
- Bodega Rafael Hernández
- Bodegas Las Pudencianas
- Bodegas Hecho a mano
- Bodega de Enrique Salas
- Rivero González
- Viñedos y bodega Hacienda del Rosario
- San Juan de la Vaquería
- Vinícola Vitali
- Vinícola Cofradía del Viento
- Vinícola El Fortín
- Vinos los Pinos
- Viñedos Don Leo
- Vieñedos Capellanía
- Bodega los Cedros
- Levín y Paparelli

### Región Occidente
La Región Occidental comprende los viñedos de las zonas agrícolas ubicadas en los estados de Nayarit, Jalisco, Michoacán, Aguascalientes y Zacatecas.

#### Aguascalientes

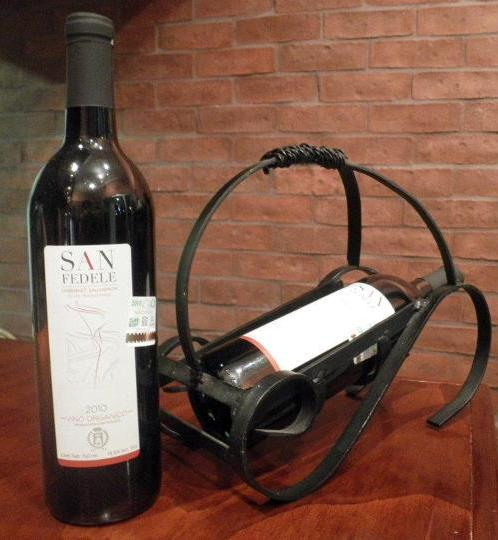
San Fedele de Casa Vinícola Bissolotti

La producción en el estado de Aguascalientes se divide en dos, 
- Casa Vinícola Bissolotti
- Cacholá
- Cantera y Plata
- Bodegas Carrera
- Cuatro soles
- Exhacienda de San Luis de Letras
- Bodega Santa Elena

#### Zacatecas
En el estado de Zacatecas se está reactivando la producción vitivinícola de años pasados, el suelo es óptimo para la producción de cepas locales y extranjeras.
- Bodegas Vega Manchón ahora conocida como Cuna de Tierra.
- Rancho Toyan
- Rancho Dos Búhos
- Viñedo San Miguel
- Vinícolas Tepetapa

### Región Central
La Región Central comprende los viñedos de las zonas agrícolas ubicadas en los estados de Hidalgo Querétaro, Guanajuato y San Luis Potosí.

#### Guanajuato

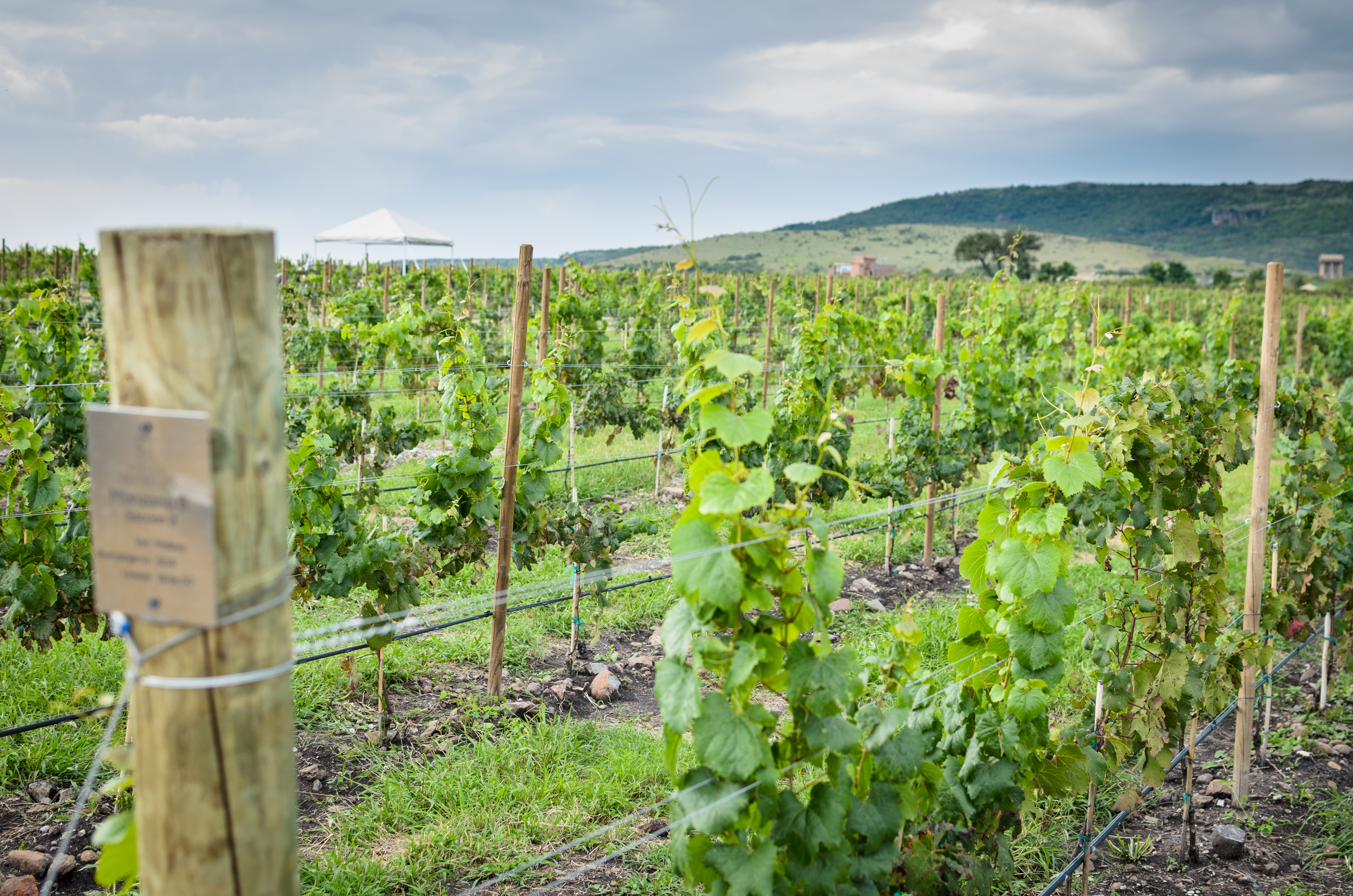
Viñedo en San Miguel de Allende, Guanajuato.

Las bodegas que se encuentran en el estado de Guanajuato, han ido en aumento los últimos 10 años ofreciendo cada vez más vinos de gran calidad. Esta producción no solo se enfoca a la situación actual, sino que la precede un contexto histórico debido a que los cultivos se vienen realizando desde el periodo colonial. La zona referente de producción es Dolores Hidalgo y San Miguel de Allende.
- Viñedos José la Vista
- Viñedos San Miguel
- Viñedos San Lucas
- Dos Búhos
- Guanamé
- Tres Raíces
- Viñedos Cuna de Tierra
- Santísima Trinidad
- Los Arcángeles
- Viñedos El Lobo

#### Hidalgo
En el estado de Hidalgo se ubica el primer viñedo más cercano a la Ciudad de México y su Zona Metropolitana. En los municipio de Nopala de Villagrán y municipio de Tecozautla se han plantado las primeras viñas con un fin comercial y turístico dentro del Valle del Mezquital, ya que esta región, desde el periodo colonial de la Nueva España, existían las plantaciones de viñas para producción vitivinícola.
- Viñedos El Refugio
- Viñedos Tierra y Almas

#### Querétaro

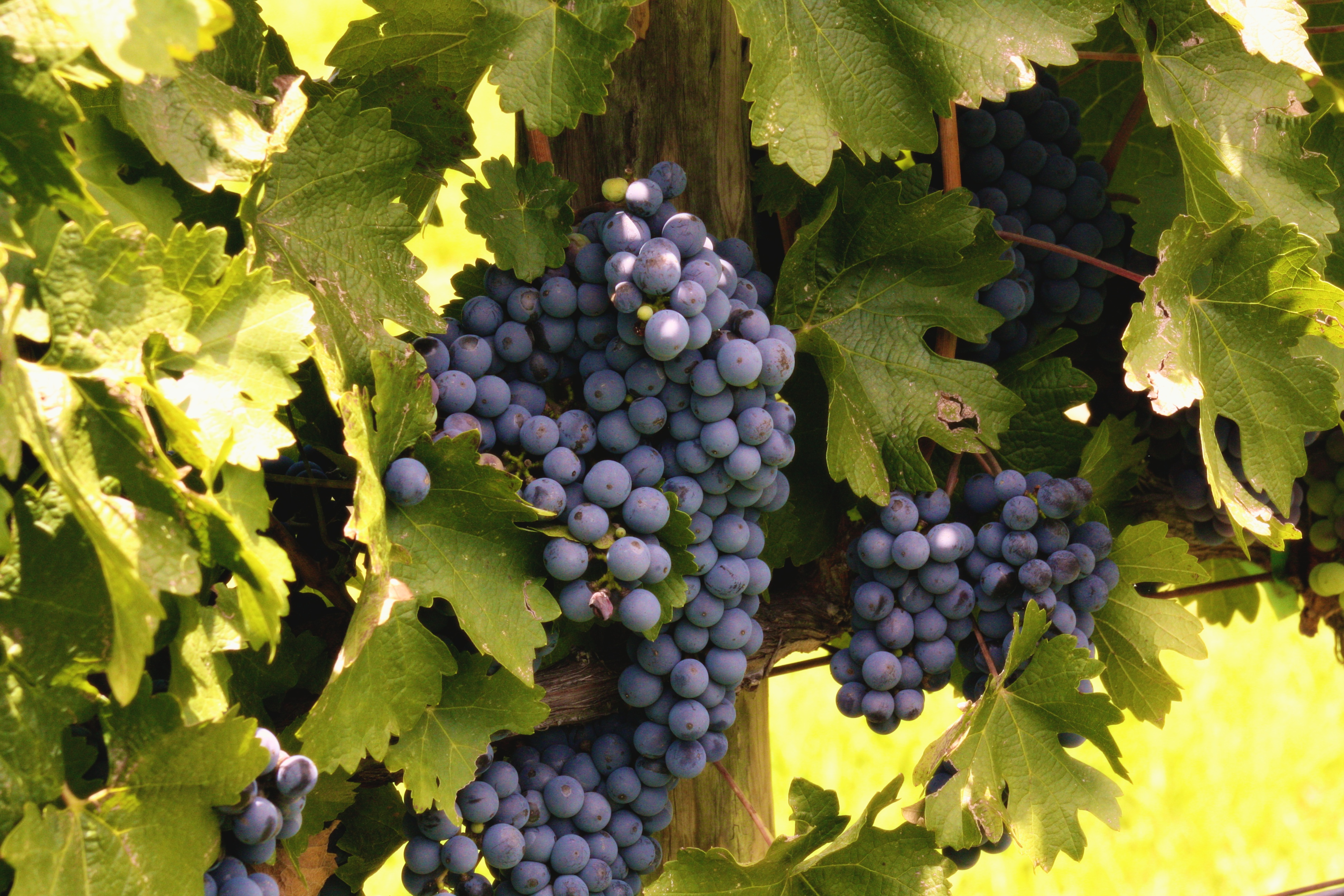
Viñedos Azteca en Ezequiel Montes.

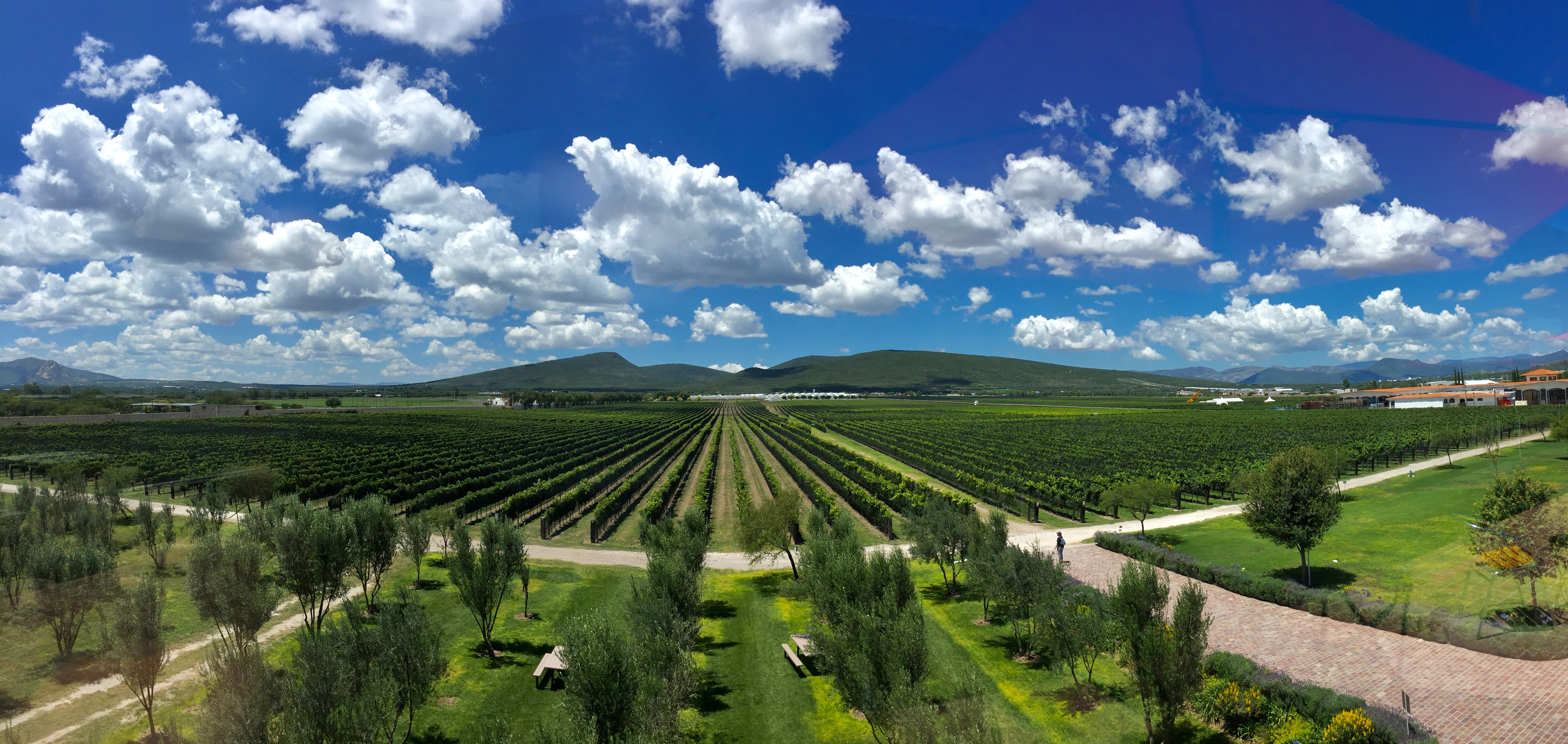
Viñedos y olivares en Ezequiel Montes, Querétaro.

En el estado de Querétaro la producción de uva y vino viene representando un reto en las cuestiones de cultivo [cita requerida] ; por la posición geográfica del estado no proporciona condiciones óptimas respecto a las condiciones climáticas y tipo de suelo, a pesar de esto la producción ha tomado gran importancia para el estado debido a que el vino se ha fusionado con la Ruta del Queso y los Pueblos Mágicos. Esto ha provocado una mayor promoción turística en el Estado. Las zonas referentes de producción son Ezequiel Montes (Querétaro),Cadereyta (Querétaro),El Máques(Querétaro),Valle de Colón (Querétaro),Huimilpan (Querétaro), y Tequisquiapan (Querétaro)
- Viñedos Los Rosales
- Freixenet de México
- Vinos Hidalgo
- Vinos Santiago Apóstol
- Viñedos La Redonda
- Viñedos Azteca
- Viñedos El Cielo

### Región Oriente
La Región Oriente comprende los viñedos de las zonas agrícolas ubicadas en los estados de Tamaulipas, Puebla y Tlaxcala.

#### Puebla
En territorio de lo que hoy es el estado de Puebla, es la región más oriental del país donde se elaboran buenos vinos de mesa, las condiciones climáticas favorecen al cultivo de viñedos, siendo primero en Huejotzingo y Tehuacán, después en Villa de Carrión, el lugar donde se plantaron los primeros sarmientos que trajeron los españoles desde la isla de Cuba y Europa en el periodo colonial, posteriormente los frailes eran los encargados de producir vino para la consagración y para el consumo cotidiano. Es hasta el siglo XXI, cuando vuelve a resurgir la producción vitivinícola en el estado de Puebla, desde su prohibición en el periodo colonial español, cuando el vino novohispano competía en calidad y producción con los vinos europeos. Atlixco, Huejotzingo, Calpan y San Martín Texmelucan es conocido ahora , por la secretaria de turismo, como ruta del vino de los volcanones.
El pueblo de Zacatlán de las Manzanas, es otro lugar con clima privilegiado para el cultivo de viñedos; y algunas casas vitivinícolas se han establecido en este lugar para producir vinos de uva y vinos de diferentes frutas como membrillo, capulín o zarzamora. El vino de uva es uno de los productos predilectos de las bodegas de Zacatlán y es ampliamente distribuido por sus alrededores.
- Casa Miguel Hernández
- Entreerres
- Vinos Mingo
- La Chivería

## Premios 2010
- Vienalies Internationales (14.ª edición, París, Francia)

Don Luis Cetto Terra 2004, L.A. Cetto - Medalla de Plata
L.A.Cetto Boutique Sangiovese 2004, L.A. Cetto - Medalla de Plata
L.A. Cetto Nebbiolo Reserva Privada 2003, L.A. Cetto - Medalla de Plata
- Bacchus (8.ª edición, Madrid, España)

Don Luis Viognier 2007, L.A. Cetto - Medalla de Oro
- Chardonnay du Monde (15.ª edición, Borgoña, Francia)

Casa Madero Chardonnay 2007, Casa Madero - Medalla de Oro
- Vinitaly (16.ª edición, Verona, Italia)

L.A. Cetto Nebbiolo Reserva Privada 2003, L.A. Cetto - Medalla de Bronce
L.A.Cetto Boutique Sangiovese 2004, L.A. Cetto - Mención Honorífica
- Concurso de vinos de Thessaloniki (8.ª edición, Thessaloniki, Grecia)

Casa Madero Shiraz 2006, Casa Madero - Medalla de Plata
Casa Madero Semillón 2007, Casa Madero - Medalla de Plata
- International Wine Challenge (39 edición, Londres, Reino Unido)

Casa Madero Chardonnay 2007, Casa Madero - Medalla de Bronce
Casa Madero Semillón 2007, Casa Madero - Mención Honorífica
- Challenge International du Vin (32 edición, Burdeos, Francia)

Monte Xanic Chardonnay 2005, Monte Xanic - Medalla de Bronce
Monte Xanic Chenin-Colombard 2006, Monte Xanic - Medalla de Bronce
Monte Xanic Sauvignon Blanc 2006, Monte Xanic - Medalla de Bronce
- Concurso Mundial de Vinos de Bruselas (15.ª edición, Bruselas, Bélgica)

Casa Madero Semillón 2007, Casa Madero - Medalla de Oro
L.A. Cetto Petite Syrah 2006, L.A. Cetto - Medalla de Oro
Casa Madero Chenin Blanc 2007, Casa Madero - Medalla de Plata
Chateau Camou Gran Vino Tinto 2004, Chateau Camou - Medalla de Plata
Chateau Camou Gran Vino Tinto Merlot 2004, Chateau Camou - Medalla de Plata
Chateau Domecq Cosecha Seleccionada 2005, Domecq - Medalla de Plata
Monte Xanic Cabernet Sauvignon-Merlot 2005, Monte Xanic - Medalla de Plata
Monte Xanic Chardonnay 2005, Monte Xanic - Medalla de Plata
Santo Tomás Único Cabernet-Merlot Gran Reserva 2004 - Medalla de Plata
- Pacific Rim Wine Competition (23 edición, San Bernardno, Estados Unidos)

L.A. Cetto Nebbiolo Reserva Privada 2003, L.A. Cetto - Medalla de Plata
Monte Xanic Chardonnay 2005, Monte Xanic - Medalla de Bronce
- Los Angeles International Wine Competition (69 edición, Los Ángeles, Estados Unidos)

Viña de Liceaga Merlot Gran Reserva, Viña de Liceaga - Medalla de Plata
Viña Kristel Sauvignon Blanc 2006, Monte Xanic - Medalla de Bronce
Monte Xanic Chardonnay 2005, Monte Xanic - Medalla de Bronce
Monte Xanic Merlot 2004, Monte Xanic - Medalla de Plata
- Selections Mondiales des Vins (15.ª edición, Quebec, Canadá)

Casa Madero Chenin Blanc 2007, Casa Madero - Medalla de Plata
Casa Madero Semillón 2007, Casa Madero - Medalla de Oro
Ojos Negros Syrah 2006, San Rafael - Medalla de Plata